# Холоблин
Холо́блин (бел. Халоблін) — деревня в Чериковском районе Могилёвской области Белоруссии. Входит в состав Речицкого сельсовета.

## География
Деревня находится в восточной части Могилёвской области, в пределах Оршанско-Могилёвской равнины, на берегах реки Лены, на расстоянии примерно 11 километров (по прямой) к северо-востоку от Черикова, административного центра района. Абсолютная высота — 159 метров над уровнем моря.

## История
В конце XVIII века деревня входила в состав Мстиславского воеводства Великого княжества Литовского.
Согласно «Списку населённых мест Могилёвской губернии» 1910 года издания населённый пункт входил в состав Комаровичской волости Чериковского уезда Могилёвской губернии. В Холоблине имелся один двор и проживало 4 человека (1 мужчина и 3 женщины).

## Население
По данным переписи 1999 года, в деревне проживало 199 человек.
По данным переписи 2009 года, в деревне проживало 43 человека.